# Ravnen (digt)
 For alternative betydninger, se Ravnen. (Se også artikler, som begynder med Ravnen)
"Ravnen" (originaltitel: engelsk: The Raven) er et digt af den amerikanske forfatter Edgar Allan Poe. Hovedtemaet drejer sig om at formidle fortællerens sorg over at Lenore – den kvinde, han elskede – er død. Dette kommer primært til udtryk gennem den række spørgsmål, han stiller til den ravn, der har givet navn til digtet, og som sender ham stadig længere ud i fortvivlelse; de fleste af versene i digtet ender med at ravnen affejer hans håb ved at besvare hans håbefulde spørgsmål om gensyn med den tabte Lenore med ordet nevermore – der kan oversættes til aldrig mere.

## Trivia
Terry Pratchett bruger flere gange i sine bøger om Diskverdenen en talende ravn ved navn Nevermore, der tjener som ridedyr for en af Dødens personifikationer. Den ses ofte siddende på hovedet af buster eller tilsvarende, som reference til ravnen i Poes digt.
Navnet på Seattle-bandet Nevermore er en reference til digtet.

## Eksterne links
- "Ravnen" Arkiveret 27. november 2024 hos  Wayback Machine, oversat ved Arne Herløv Petersen (via herlov.dk)